# Guibert z Nogentu
Guibert z Nogentu (1055? – 1124? Klášter Nogent-sous-Coucy) byl středověký benediktinský mnich a jeden z kronikářů první křížové výpravy. Sám se sice výpravy nezúčastnil, ale květnatými slovy sepsal na základě vzpomínek křižáků její průběh. Roku 1104 se stal opatem kláštera.